# Chornowar-Szygali
Chornowar-Szygali (ros. Хорновар-Шигали) – wieś (dieriewnia) w Rosji, w Tatarstanie, w rejonie drożżanowskim. W 2010 liczyła 161 mieszkańców, głównie Czuwaszy.